# Wolfgang Müller (Künstler)

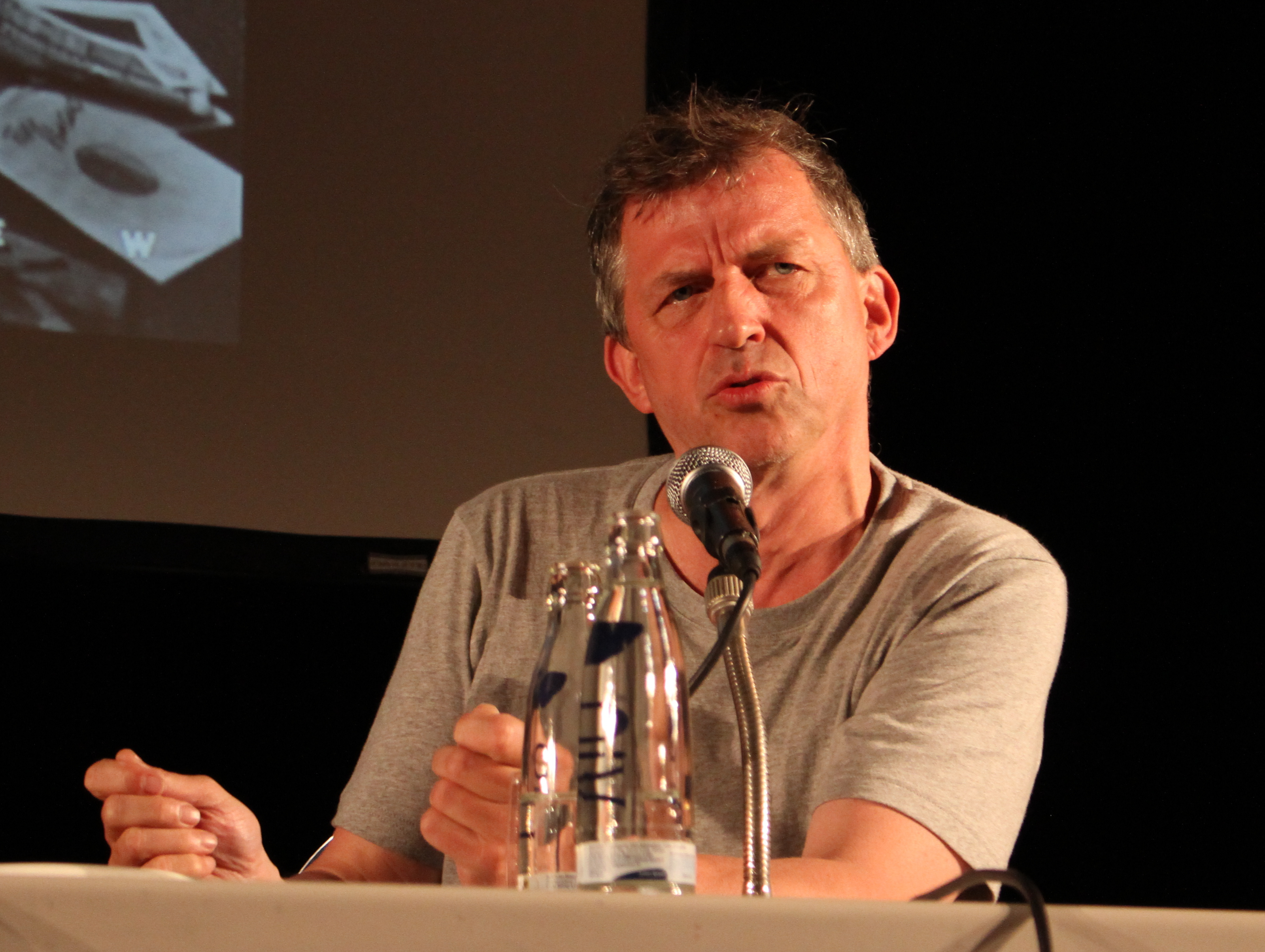
Wolfgang Müller 2015

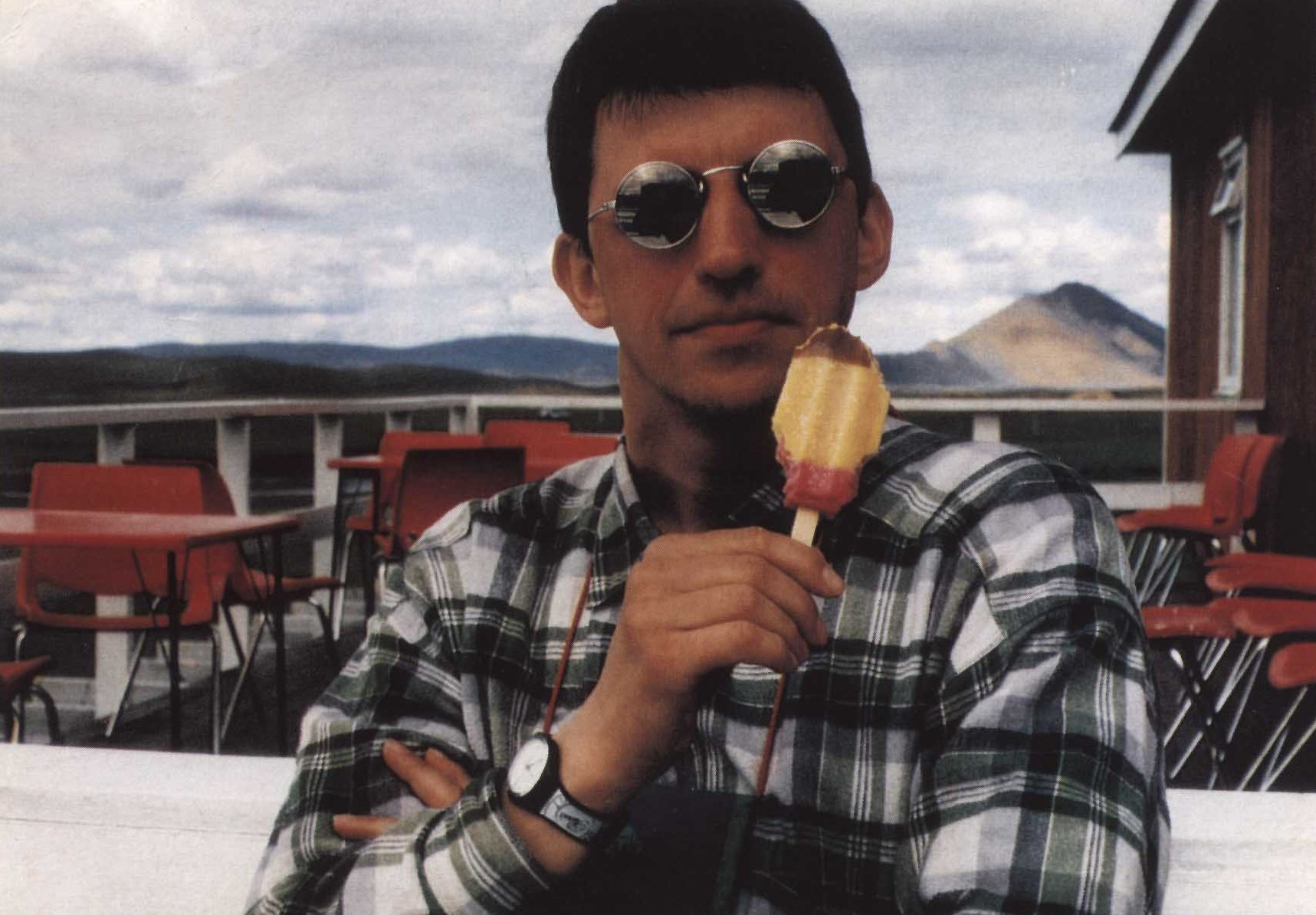
Wolfgang Müller 1995

Wolfgang Müller (* 24. Oktober 1957 in Wolfsburg) ist ein deutscher Künstler, Musiker (u. a. bei Die Tödliche Doris) und Autor. Heute lebt er abwechselnd in Berlin und Reykjavík.

## Biografie
Von 1980 bis 1987 studierte Müller an der Hochschule der Künste Berlin im Bereich Grafik/Visuelle Kommunikation/Experimentelle Filmgestaltung. Mit Beginn des Studiums gründete er die Postpunk- und Konzeptband Die Tödliche Doris mit seinem Kommilitonen Nikolaus Utermöhlen. 1982 gab er im Merve Verlag das Buch Geniale Dilletanten  (in Nachfolge des Festival Genialer Dilletanten) mit Beiträgen u. a. von Gudrun Gut, Matthias Roeingh (später bekannt als Dr. Motte), Tabea Blumenschein, Blixa Bargeld und Frieder Butzmann heraus. Das Buch wurde zum Manifest einer jungen West-Berliner Künstler- und Musikerszene.
Müllers Meisterschülerprüfung an der HdK 1987 bestand aus einer Show der Tödlichen Doris, die er danach in einen Weißwein gleichen Namens auflöste. Seitdem arbeitet Müller als Solokünstler und in Projekten mit anderen Künstlern. 1989 veröffentlichte er das Album „BAT“ mit hörbar gemachten Ultraschalllauten einheimischer Fledermäuse und zeigte dazu gemalte Fledermaus-Oszillogramme in der Galerie Martin Schmitz in Kassel. Als Schauspieler trat er in den Filmen von Heinz Emigholz „Der zynische Körper“ (D-1988–1991), Jörg Buttgereit Nekromantik 2 (D-1991), Grímur Hákonarson „Vardi goes Europe“ (Island 2002) und „Sumarland“ (Island 2010) auf.
1992 erwarb die Deutsche Bank 20 Zeichnungen aus der 47-teiligen Serie „Sympathetische Tintenzeichnungen“. Diese wurden mit Tusche aus Cobalt(II)-chlorid angefertigt, die im Lauf der Zeit allmählich unsichtbar wird.
Seit 1990 beschäftigt er sich mit Island und seiner Kultur. 1998 gründete er nach der Schließung des staatlichen Goethe-Instituts in Reykjavík das weltweit erste „private Goethe-Institut“ im Living Art Museum von Reykjavík, eine Kunstaktion, die er im Jahr 2002 nach einer Intervention der Rechtsabteilung des Goethe-Instituts München in Walther von Goethe Foundation (nach Walther von Goethe) umbenannte. Im Jahr 2002/2003 unterrichtete er als Gastprofessor an der Hochschule für bildende Künste Hamburg und veröffentlichte Goethes erstes naturwissenschaftliches Werk Der Versuch die Metamorphose der Pflanzen zu erklären von 1790 in isländischer Erstübersetzung in der Reihe Schriften der Walther von Goethe Foundation. Übersetzer ist der Isländischlektor der Universität Wien Jón Bjarni Atlason.
Im Jahr 2003 veröffentlichte Wolfgang Müller, der auch als Performer, Schauspieler und Autor in Erscheinung tritt, die Musik-CD „Mit Wittgenstein in Krisuvik“. Mit dem Elektropopmusiker Namosh trat er 2005 in Kopenhagen, Wien, Stuttgart und der Schweiz auf und veröffentlichte mit ihm eine Coverversion des Tödliche Doris-Songs „Schuld-Struktur“ als 12inch. Als sein sechstes Hörspiel beim Bayerischen Rundfunk produzierte er 2006 die Hommage „Das Dieter Roth Orchester spielt kleine Wolken, typische Scheiße und nie gehörte Musik“. Er (wieder)veröffentlichte die erste LP von Die Tödliche Doris transformiert in gebärdensprachlicher Gestaltung als DVD. Im Hörspiel „Séance Vocibus Avium“ rekonstruierte er 2008 Gesänge elf ausgestorbener Vogelarten nach wissenschaftlichen Aufzeichnungen. Seinen Text sprach Claudia Urbschat-Mingues, die auch in seinen folgenden Projekten mitwirkte. 2010 gab er im Passagenhaus Dalvazza/Küblis ein Seminar zu Wahrnehmungsschulung. 2012 veröffentlichte Müller den philo-Besteller Subkultur Westberlin 1979 – 1989.Freizeit. Sein 2016 entstandenes BR2-Hörspiel Intervallum – Hommage an die Pause ist eine Reverenz an die transmediale Künstlerin Valeska Gert, über die er zwei Bücher verfasste und 2010 die Ausstellung Pause. im Hamburger Bahnhof – Museum für Gegenwart co-kuratierte.
Wolfgang Müller ist der Schöpfer des Wortes Elfenbeauftragte und gilt als Island- und Elfenexperte.
Sein Bruder Max Müller ist Sänger der Berliner Band Mutter.
Im Jahr 2009 wurde Wolfgang Müller für sein Audiowerk Séance Vocibus Avium der Karl-Sczuka-Preis in Donaueschingen verliehen.
Anlässlich seines 60. Geburtstages veröffentlichte das Berliner Stadtmagazin tip ein umfangreiches Konzept-Interview.
Im Jahr 2018 veröffentlichte er ein neues Konzept-Album seiner Band Die Tödliche Doris und stellte es im Februar 2018 in Japan und in Berlin vor. Das neue Album war Anlass für Autor Benjamin Moldenhauer Müllers Konzept umfassend im SPIEGEL zu würdigen. Für Reenactment (I) – Das Typische Ding hatte Wolfgang Müller 31 Maschinen aus dem Besitz einer Sex-Toy-Rezensentin engagiert: 31 verschiedene Vibratoren erklingen jeweils nacheinander etwa eine Minute auf der Schallplatte. In der Box-Beilage wurden die Sex-Toys von Tabea Blumenschein in einer A-4 großen Künstlermappe 31 mal porträtiert und mit den 31 Rezensionen der Genderforscherin Katrin Kämpf versehen.
Wolfgang Müllers Projekt Walther von Goethe Foundation und das Haus der Tödlichen Doris fusionierten in der ersten Septemberwoche 2022 im Nordischen Haus in Reykjavík.

## Werk
Für ein Verzeichnis der Werke Müllers mit der Tödlichen Doris siehe hier.
- Projekt Galerie Eisenbahnstraße, Berlin 1987
- Autogramme, Kassel 1990
- bláigða-blámeisa, Reykjavík 1994
- blue tit (mit Nan Goldin) Berlin 1995
- Ný Goethe-stofnun í, Reykjavík 1998
- Napoli durante la mia assenza, Neapel 2001
- Kalanchoe pinnata Reykjavík 2002
- MÜLL Hamburg 2003
- T, Oslo 2005
- Handicap schöne Landschaft, Frankfurt, 2007
- Soundless Music, alt.gallery, Newcastle upon Tyne, England, 2008
- Séance Vocibus Avium, Dörrie + Priess, Berlin/Crystal Ball, Berlin, 2009
- Die Gesamtheit als Nebelskulptur, Galerie Parisa Kind, Frankfurt, 2009
- Küchenmusik, Preteen Gallery, Hermosillo, Mexico, 2009
- Von Geld und Vögeln, Kunsthaus Erfurt, 2009
- Séance Vocibus Avium, Kunstverein Aachen, 2009
- Lokomotion, Crystal Ball, Berlin, 2011
- Extra und Gleichzeitig, Kunsthaus Dresden, 2011
- Ähnlichkeit und Differenz, Galerie Holger Priess, Hamburg, 2012
- Plasmabrocken, Galerie K' – Zentrum für aktuelle Kunst, Bremen, 2013
- Realitäten, Mila Kunstgalerie, Berlin, 2013
- Die Hand der Frau die Kippenberger schlug, Maifoto, Berlin, 2013
- Malereien, Katharina Raab Galerie, Berlin, 2015
- Stare in Hjertoya singen Kurt Schwitters, Goethe-Institut Prag, Tschechien, 2016
- Stare in Hjertoya singen Kurt Schwitters, Galerie K' – Zentrum für aktuelle Kunst, Bremen, 2017
- HYPER!  A JOURNEY INTO ART AND MUSIC, Deichtorhallen Hamburg, 2019
- Der absolute Tanz, Kolbe-Museum, Berlin, 2021
- Walther von Goethe Foundation, Nordisches Haus, Reykjavik, 2022

### Diskographie
- BAT, LP, Berlin 1989
- Hausmusik – Stare von Hjertøya singen Kurt Schwitters, CD, 2000
- Ich hab’ sie gesehn!, Maxi-CD, Berlin 2000
- Es lebt der Elf, CD, 2001
- Islandhörspiele, CD, Berlin 2002
- Mit Wittgenstein in Krisuvik, CD/LP, Köln 2003
- Sirenen des untergehenden Westberlin, CD Berlin 2004
- Die Schuld-Struktur (mit Namosh), 7 "inch, Berlin 2006
- Das Dieter Roth Orchester spielt kleine Wolken, typische Scheiße und nie gehörte Musik, CD, intermedium rec., München 2006
- Gehörlose Musik – Die Tödliche Doris in gebärdensprachlicher Gestaltung, DVD, Berlin 2006
- Séance Vocibus Avium, 7"inch/CD, Göteborg, 2008
- Learning Mohawk in 55 minutes/Séance Vocibus Avium, Doppel-CD, intermedium rec., München 2012
- Fanning – Panning (mit Christine Sun Kim), Doppel-7 "inch, squoodge records, Berlin 2013
- fragil – stabil (zusammen mit Max Müller), 7 "inch Vinyl, für get happy!?, Berlin 2014
- Die Hyperinterpretation von Marcel Duchamps Großes Glas durch Bruno Hoffmann im Westberliner Frontkino 1984, 9 Vinyl-LPs, Berlin 2017
- Sprechpause, LP, 2017
- Reenactment, LP und CD, Berlin-Tokyo 2019/2020

### Hörspiel
- 1994: unerhört – Ein Hörspiel von und mit Gehörlosen und Schwerhörigen zusammen mit Holger Hiller, Realisation: die Autoren, BR[10]
- 1996: Das Thrymlied – Island-Noten von Úlfur Hródólfsson, (nach der Thrymskvida aus den Göttersagen der Älteren Edda), Regie: der Autor, Komposition: Georg Magnússon, BR.
- 1999: Das Echo ist der Zwerge Sprache – Geisterbahnfahrt durch Island,  vierteilige Hörspielreihe, BR.
  - 1. Teil: Island – Land ohne Eisenbahn
  - 2. Teil: Elfen sprechen nicht – sie singen
  - 3. Teil: Spekulationen um das Mäusefloß
  - 4. Teil: Das Nordlichtgeräusch
- 2006: Das Dieter Roth oRchester spielt kleine wolken, typische Scheiße und nie gehörte Musik, Komposition und Realisation: Andreas Dorau, Ghostigital, Khan, Namosh, Mouse On Mars, Max Müller, Stereo Total, Trabant, Wolfgang Müller, BR. ISBN 978-3-939444-01-5
- 2008: Séance Vocibus Avium, Regie: der Autor, BR. ISBN 978-3-943157-48-2.
- 2010: Wísk niwáhsen wísk nikahseriiè:take kanien’kéha wa’katéweienste oder Learning Mohawk in fifty-five minutes, Regie: der Autor, BR ISBN 978-3-943157-48-2.
- 2016: Intervallum – eine Hommage an die Pause, Regie: der Autor, BR.

### Bibliographie
- Comic Trips, Der Banalcomic als Bestandteil künstlicher Schöpfungskraft. Die Sprechblase als Seifenblase (platz!) Rosa Winkel Verlag, Berlin, 1980
- Geniale Dilletanten (Hrsg.), Merve Verlag Berlin 1982
- Die allerallerschönsten Interviews, Verlag Martin Schmitz 1988
- Die Tödliche Doris Band I (Hrsg.), Verlag Martin Schmitz 1991
- Weißer Burgunder aus Schweigen, Verlag Martin Schmitz 1994
- Die Hormone des Mannes (Hrsg.), Verlag Martin Schmitz 1995
- Die Schöneberger Elfenkarte (mit Ogar Grafe), Dez. Kulturarbeit, Berlin, Schöneberg 1996
- BLUE TIT – das deutsch-isländische Blaumeisenbuch – Þýsk-íslensk blámeisabók, Verlag Martin Schmitz 1998
- Die Tödliche Doris – Kunst (Hrsg.), Verlag Martin Schmitz 1999
- Huliðhjálmsteinn, Hybriden-Verlag, Berlin 2000
- Hausmusik – Stare von Hjertøya singen Kurt Schwitters, Galerie Katze 2000
- Die Elfe im Schlafsack, Verbrecher Verlag 2001
- Die Nixen von Minsk, Hybriden-Verlag, Berlin 2001
- Johann Wolfgang von Goethes „Der Versuch die Metamorphose der Pflanzen zu erklären“ von 1790 in isländischer Erstübersetzung (Hrsg.), Schriften der Walther von Goethe Foundation, Berlin–Reykjavík 2002
- Die Tödliche Doris – Kino, (Autor & Mithrsg.), Martin Schmitz Verlag 2003
- Die Nachtigall von Reykjavík, SuKuLTuR, Berlin 2004 (Reihe „Schöner Lesen“, Nr. 25)
- Hieronymus Megiser: Neue Nord-Welt (1613), Hrsg. & Autor, Verbrecher Verlag 2005
- Wollita – vom Wollknäuel zum Superstar, Buch & CD (Co-Autor: Françoise Cactus), Martin Schmitz Verlag 2006
- Neues von der Elfenfront – Die Wahrheit über Island, edition suhrkamp, Frankfurt 2007
- Valeska Gert. Ästhetik der Präsenzen, Martin Schmitz Verlag, Berlin 2010
- Wahrnehmungsschulung. Ein Seminar mit Wolfgang Müller. Hrsg. von Peter Trachsel. di Hasena, Dalvazza/Küblis 2010
- Kosmas. Satirischer Roman, Verbrecher Verlag, Berlin 2011
- Bewegte Fragmente. Quellenedition zu Valeska Gert (Hrsg., mit An Paenhuysen), Hybriden-Verlag 2013
- Subkultur Westberlin 1979–1989. Freizeit, philo fine art, Hamburg 2013
- Kavaliere, mimas atlas (Hrsg.), Hybriden-Verlag, Berlin 2016
- Aus Liebe zur Kunst. Essays, Verbrecher Verlag, Berlin 2018
- Chromosom XY. Männerkunst – Herrenkunst (Hrsg. gemeinsam mit An Paenhuysen), Verbrecher Verlag, Berlin 2019